# George Corral
George Ulises Corral Ang (Ecatepec, 18 luglio 1990) è un calciatore messicano, difensore svincolato.

## Biografia
È fratello maggiore di Charlyn, anch'essa calciatrice, attaccante della nazionale messicana femminile.